# Topolánszky Tamás Yvan
Topolánszky Tamás Yvan (Männedorf, Svájc, 1987. január 28. –) magyar filmrendező, forgatókönyvíró, filmproducer.

## Kezdeti évek, tanulmányok
Topolánszky Tamás Yvan 1987-ben Svájcban született, később családjával Magyarországra költöztek. A budapesti Veres Pálné Gimnáziumban érettségizett 2005-ben. Egyetemi tanulmányait a Moholy-Nagy Művészeti Egyetemen folytatta, ahol Fazekas Péter, Csáki László és Szirtes János osztályában végzett média-design szakon 2015-ben.

## Életpálya
Topolánszky 2011-ben, még az egyetem megkezdése előtt, megalapította két társával a HalluciNation produkciós irodát. Első filmalkotása a 2014-ben készített Bath: An American Urban Legend című rövidfilm volt, melyet díjra jelöltek mind a budapesti Hungarian Independent Filmfesztiválon, mind a Los Angeles-i Catalina Filmfesztiválon.
Második kisjátékfilmje szintén 2014-ben készült. A Levél Istenhez című filmdráma számos nemzetközi filmfesztivál díját nyerte el mind a legjobb film, mind a legjobb rendező kategóriában. Ezek közé a filmfesztiválok közé tartozott a Los Angeles-i rövidfilmfesztivál, a New York-i rövidfilmfesztivál és a szintén New York-i Winter Film Awards filmfesztivál. A Levél Istenhez forgalmazási jogait később az HBO vásárolta meg Közép-Kelet Európára.
Topolánszky 2016-ban filmproducer feleségével, Sümeghy Claudiával, létrehozta JUNO11 Pictures produkciós cégüket. A lehetetlen határán című dokumentumfilmjét ebben az évben, a Magyar Paralimpiai Bizottság együttműködésével készítette. A film öt sikeres parasportoló életén keresztül mutatja be a magyar parasport történetét. Az alkotás a 2016-os riói paralimpia nyitóünnepségének programelemeként került vetítésre, majd 2018. február 22-én, a magyar parasport napján a Magyar Paralimpiai Bizottság közreműködésével több száz iskolában vetítették osztályfőnöki órákon. A filmet még a bemutatóját követően öt évvel, a Tokiói Paralimpia 2020 előtt is rendszeresen vetítették online filmklubokban. A vetítésekhez kapcsolódóan módot teremtettek az alkotókkal való beszélgetésre is.
Topolánszky számos reklámfilmet, animációt, dokumentumfilmet és kisfilmet rendezett, mielőtt első nagyjátékfilmje elkészítéséhez fogott volna. Egyik legnépszerűbb munkája a DVNA című filmterv trailere volt, melyet diplomamunkájaként készített el 2015-ben. A hangulatfilmet a kedvező sajtóvisszhangnak köszönhetően két nap alatt 300 ezer néző látta. 2021 közepén ez az összességében legnézettebb magyar trailer a Youtube-on a maga több, mint 800 ezres megtekintésével. A filmtervből filmsorozat készül, melynek fejlesztése a Nemzeti Filmintézet támogatásával valósul meg.
2018-ban Spice of Europe szlogennel indult el Budapest nemzetközi turisztikai kampánya, melynek imázsfilmje Topolánszky rendezésében készült el. A magyar fővárosról készített imázsfilmet az online platformok mellett világszerte folyamatosan sugározta több, nemzetközi szinten is meghatározó jelentőségű tévécsatorna, köztük a CNN is. A film bekerült az országmárka-építéssel foglalkozó szakirodalomba is. Topolánszky, több egyetemi meghívásnak eleget téve, a hallgatókkal közösen elemezte a városmárkázás Spice of Europe-ben megjelenő tartalmi és filmművészeti eszközeit.
Topolánszky Tamás Yvan első nagyjátékfilmje, a Curtiz (eredeti, teljes címén CURTIZ – A magyar, aki felforgatta Hollywoodot) Kertész Mihályról, a híres, Oscar-díjas magyar filmrendezőről szól. A történelmi dráma elkészültét az NMHH Médiatanács Magyar Média Mecenatúra programja keretében támogatta. A film során a nézők betekintést nyerhetnek a rendre minden idők legjobb filmjei közé választott Casablanca című filmalkotás 1942-es forgatásának néhány hónapjába, amikor is Kertésznek egyszerre kellett megharcolnia a politikai cenzúrával, a zavaros családi kapcsolataival és leginkább saját egoista, agresszív személyiségével. Topolánszky a film várakozást meghaladó sikere kapcsán többször is fontosnak tartotta hangsúlyozni, hogy a filmkészítés számára egy olyan csapatmunka, ahol a rendező vízióját kreatív teamje segítségével valósítja meg.
A filmalkotás elnyerte többek között a Montreali Nemzetközi Filmfesztivál legnívósabb, World Competition kategóriájának fődíját, a Grand Prix des Amériques-et, a legjobb első filmnek járó elismerést. Minthogy ez, a 2018-as, volt a montreali filmfesztiválok történetének utolsó éve, így Sopsits Árpád után Topolánszky lett a második és egyben utolsó magyar filmrendező, aki elnyerte e fesztivál fődíját.
A montreáli nagydíj mellett 2019-ben Topolánszky elnyerte Sestri Levantében a 2019-es Riviera Nemzetközi Filmfesztivál legjobb rendezőjének járó díját, a burbanki nemzetközi filmfesztivál legjobb külföldi filmjének járó díját, valamint Bydgoszcz-ban (Lengyelország) nevezték a 2019-es Camerimage Festival – Best Directororial Debut kategóriájába.
2020 óta a film világszerte elérhető a Netflixen is, valamint számos légitársaság járatán.
2021-ben Topolánszky a Magasságok és mélységek című filmet producerként jegyezte.

## Díjai, elismerései

### Bath: An American Urban Legend
- Hungarian Independent Film Festival, Budapest; díjjelölt – 2014
- Catalina Film Festival, Los Angeles; díjjelölt – 2014

### Levél Istenhez
- New York Short Film Festival, New York; Grand Prix, legjobb rövidfilm – 2015
- LA Indie Film Fest, Los Angeles; legjobb filmrendező – 2015
- Winter Film Awards, New York; legjobb rövidfilm – 2016
- HSC – Golden Eye Cinematographer Filmfesztivál, Budapest; legjobb rövidfilm – 2014

### Curtiz
- Montreal World Film Festival, Montreal; Grand Prix des Amériques, legjobb első film – 2018
- Riviera Independent Film Festival, Sestri Levante, Olaszország; legjobb filmrendező – 2019
- Burbank International Film Festival, Burbank, USA; legjobb idegennyelvű film – 2019
- HSC – Golden Eye Cinematographer Filmfesztivál, Budapest; legjobb televíziófilm – 2019
- The International Film Festival of the Art of Cinematography Camerimage, Bydgoszcz, Lengyelország; Best Directorial Debut – 2019

## Fordítás
Ez a szócikk részben vagy egészben  a   Tamás_Yvan_Topolánszky című angol Wikipédia-szócikk ezen változatának fordításán alapul.  Az eredeti cikk szerkesztőit annak laptörténete sorolja fel. Ez a jelzés csupán a megfogalmazás eredetét és a szerzői jogokat jelzi, nem szolgál a cikkben szereplő információk forrásmegjelöléseként.